# Клан Макдонелл з Гленгаррі

Емблема (хрест) клану Макдонелл з Ґленґаррі.

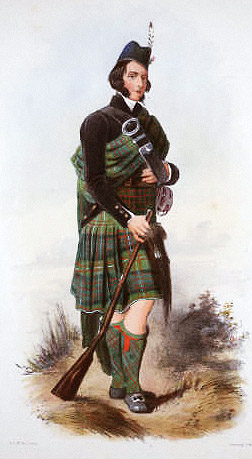
Людина з клану Макдонелл з Ґленґаррі у традиційному одязі. Картина художника Р. Р. МакЯна. 1845 рік.

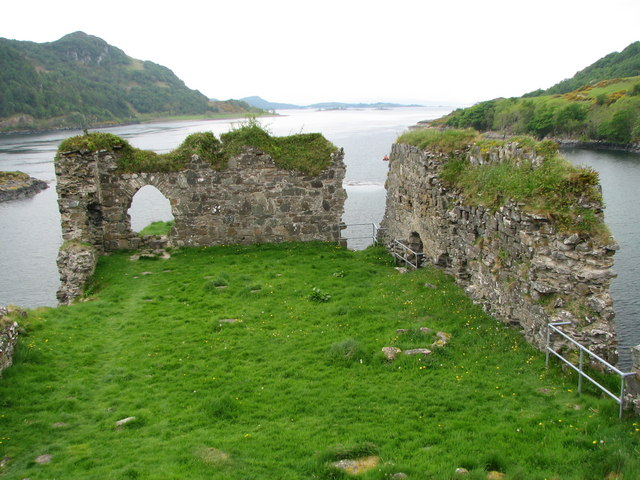
Руїни замку Строум.

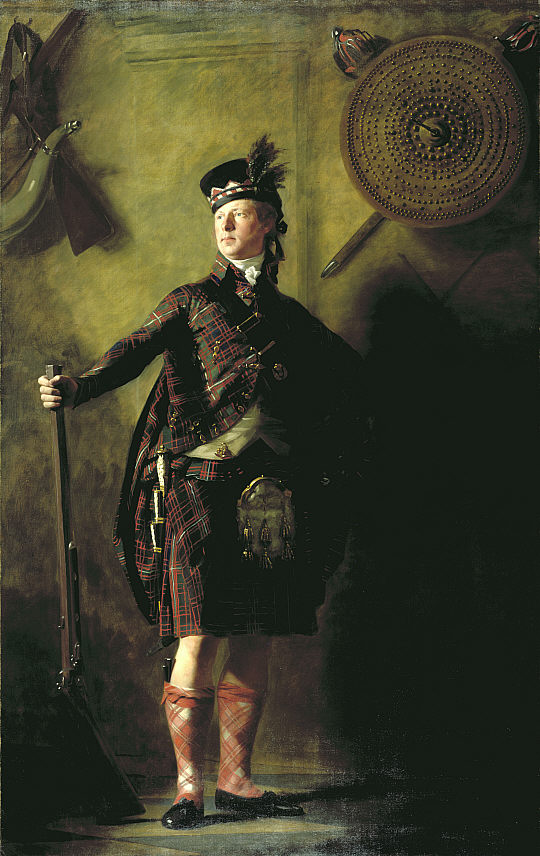
Олександр Ранальдсон Макдонелл з Ґленґаррі. Портрет художника Генрі Ребурна. 1812 рік.

Клан Макдонелл з Ґленґаррі (шотл. гел. Clan MacDonell of Glengarry) — один з кланів гірської Шотландії (Гайленду), гілка клану Дональд (МакДональд). Назва клану походить від місцевості Ґлен Ґаррі (шотл. гел. Glen Garry), де річка Ґаррі тече долиною на схід від озера Лох Ґаррі, впадає в Великий Ґлен 16 миль північніше від Форт-Вільям (Гайленд). 
Гасто клану: «Creag an Fhitich» - «Крук скелі» (гельск.).

## Історія клану Макдонелл з Ґленґаррі

### Походження
Ґленґаррі знаходиться в Лохабері — на території давнього королівства Морей, що було колись на землях піктів. Ранальд був сином Джона (Іонанна) Островитянина – лорда островів. Ранальд мав п'ятеро синів. Один син - Алан став засновником клану МакДональд з Кланранада. Інший син – Дональд був одружений двічі: перший раз з Лалеве (шотл. гел. Laleve) — дочкою вождя клану МакІвер: у них був син Джон. Вдруге він одружився з дочкою вождя клану Фрейзер Ловаті: від цього шлюбу було двоє синів – Олександр та Ангус. Джон помер, не лишивши нащадків, йому успадкував Олександр. Олександр вважається першим справжнім вождем клану Макдонелл з Ґленґаррі, хоча розглядається часто як четвертий. 

### XV – XVI століття
Клан Макдонелл з Ґленґаррі не грав ніякої суттєвої ролі ні в історії ні в політиці Шотландії до XV століття. XV століття було в історії Шотландії  епохою війн кланів. Королі намагалися втихомирити і примирити клани, що їм не завжди вдавалося. Король Шотландії Джеймс V уклав статути у 1494 році для більшості вождів кланів, але вождь клану Олександр Макдонелл з Ґленґаррі не отримав такого статуту. Припускають, що він продовжував бути бунтівником. У 1531 році вождь клану Макдонелл з Ґленґаррі був помилуваний. Він отримав грамоту «Кроун» 9 березня 1539 року щодо земель Ґленґаррі, Морар, земель навколо озер Лох Алш, Лох Каррон, Лох Брум, а також щодо замку Строум. Це не завадило Олександру знову воювати з іншими кланами, зокрема  спробувати разом з Дональдом Гормом МакДональдом зі Сліту (шотл. - Donald Gorm Macdonald Sleat) спробувати захопити владу над всіма островами. Дональд Горм був убитий під час спроби штурму замку Ейлен Донан і на цьому повстання припинилося.
Згодом Олександр  Макдонелл з Ґленґаррі був серед тих вождів кланів з островів, які були схоплені під час зустрічі з королем Джеймсом V в Портрі і кинуті за ґрати в Единбурзі.  У тюрмі він лишався до 1542 року, коли король помер. Сам Олександр - вождь клану Макдонелл з Ґленґаррі помер у 1590 році. Його син Ангус був більш політично гнучким і використовуючи вплив тестя – вождя клану Грант для отримання грамоти від короля Джеймса VI на володіння землями у 1574 році.

### XVII століття – громадянська війна на Британських островах
У 1602 році відбулась битва Морар між кланами Макдонелл з Ґленґаррі та кланом МакКензі. 
Сином Ангуса був Дональд – VIII вождь клану Макдонелл з Ґленґаррі. Він був довгожителем – прожив більше 100 років. Для тих часів – просто неймовірно. У березні 1627 року він отримав королівську грамоту з великою печаткою на володіння землями. Дональд часто не подобався королю. Так у 1626 році Дональд був запрошений до лорда Огілтрі – представника короля. Зустріч відбулась на борту корабля. На зустрічі обговорювали політику короля щодо островів. Дональд разом з іншими вождями кланів виступив проти політики короля, був заарештований і кинутий за ґрати. 
Під час громадянської війни на Британських островах Дональд Макдонелл з Ґленґаррі був занадто старим для війни. Роль вождя взяв на себе його син – Еней – IX вождь клану Макдонелл з Ґленґаррі. Він став повноправним вождем в той день, коли Джеймс Грем – І маркіз Монтроз переміг у битві під Інверлохі. Еней був разом з маркізом Монтроз під час цієї перемоги. Він також був з маркізом під час перемоги в битві під Аулдерн. 500 воїнів з клану Макдонелл з Ґленґаррі були в армії маркіза Монтроз під час найважчих боїв, в битві під Кілсіт, де вони розгромили генералі Баллі. Після битви під Філіфау Монтроз відправив Енея в замок Інвергаррі. Еней був відданий справі Стюартів до кінця – він повів свій клан на битву під Вустер у 1651 році і був розбитий. Він мусив тікати з Шотландії, його володіння конфіскував Олівер Кромвель. Після реставрації монархії він повернувся і був нагороджений титулом лорд Макдонелл і Арос.

### XVIII століття – повстання якобітів
У 1715 році спалахнуло повстання якобітів. Клан Макдонелл з Ґленґаррі підтримав повстання і взяв участь у битві під Шеріффмуйр. Коли один з ватажків повстання – капітан МакДональд з Кланраналда був вбитий, Алістер Макдонелл з Ґленґаррі згуртував загони горян і продовжив броротьбу. Він кинув горянам гасло: «Помста - сьогодні, траур – завтра!» У 1716 році претендент на трон (від повстанців) Джеймс Френсіс Едвард Стюарт (так званий «Старий Самозванець») нагородив його титулами пера та лорда Макдонелл. Звичайно, ці титули були визнані тільки якобітами. 
У 1745 році спалахнуло нове повстання якобітів. Клан Макдонелл з Ґленґаррі виставив для повстанців 500 воїнів. Під час цього повстання XIII вождь клану Макдонелл з Ґленґаррі – Алістер Руад (Рудий) поїхав до Франції просити допомоги для повстанців, але був схоплений англійцями і кинутий у Тауер. Звільнений 1747 року. 
Наприкінці XVIII століття  більшість людей з клану Макдонелл з Ґленґаррі емігрували до Америки – в провінцію Онтаріо, заснували там поселення яке було назване на честь клану Ґленґаррі, марно намагаючись зберегти шотландські звичаї горян.

### Полковник Олександр Ранальдсон Макдонелл з Ґленґаррі
Олександр Ранальдсон Макдонелл з Ґленґаррі мав типовий характер шотландського горянина, типовий характер вождя шотландського клану, що так яскраво описав в романах Вальтер Скотт. У 1815 році він створив Товариство справжніх горян  і товариство кельтів в Единбурзі. Під час візиту короля Георга IV до Шотландії він організував кілька виступів шотландців, що мало суспільний резонанс.

### Єпископ Олександр Макдонелл з Ґленґаррі
На відміну від Олександра Ранальдсон Макдонелл з Ґленґаррі, його сучасник Олександр Макдонелл з Ґленґаррі став римо-католицьким священником, чиї місіонерські обов'язки в Брей Локабер полягали в допомозі членам клану. Спочатку він намагався забезпечити їх роботою, потім організовував Шотландський полк, в якому став капеланом. Коли полк було розформовано, єпископ Олександр Макдонелл з Ґленґаррі звернувся до уряду з проханням надати клану землю у Верхній Канаді, але цей проект не був до кінця реалізований. 

## Вождь клану
Нинішній – XXIII вождь клану – Еней Ранальд Еван МакДоннел (шотл. гел. Aeneas Ranald Euan MacDonell).